# Mike Allen
Michael Gary „Mike” Allen (ur. 20 maja 1935 w Los Angeles w Kalifornii) – amerykański kolarz szosowy, olimpijczyk.
Reprezentował Stany Zjednoczone w konkursie jazdy drużynowej na czas na 100 kilometrów na Letnich Igrzyskach Olimpijskich 1964, które odbyły się w Tokio. Ukończył trasę konkurencji w czasie 40:30.13 i zajął 20. miejsce.